# Филиппинский орёл
Филиппинский орёл, или филиппинский обезьяноед, или орёл-обезьяноед, или филиппинская гарпия, или гарпия-обезьяноед (лат. Pithecophaga jefferyi) — хищная птица из семейства ястребиных. Одна из самых редких, крупных и сильных птиц в мире. Обитает исключительно в тропических лесах Филиппин и является одним из национальных символов этой страны. Убийство этой исчезающей птицы карается, по законам Филиппин, двенадцатью годами тюремного заключения и большим штрафом.

## Описание
Филиппинская гарпия достигает длины 80–100 см, размах крыльев до 220 см. Самки, массой от 5 до 8 кг, несколько крупнее самцов, масса которых составляет от 4 до 6 кг. Относительно короткие крылья и длинный хвост позволяют легко маневрировать при полёте в густом лесу. 
Голова филиппинской гарпии беловато-охристая, на затылке хохол из длинных и узких перьев. Клюв очень большой и высокий. Спинная сторона и крылья бурые, хвост с более тёмными поперечными полосами, брюшная сторона охристо-беловатая.

## Распространение и охрана
Филиппинский обезьяноед относится к наиболее редким видам ястребиных в мире. Он встречается на филиппинских островах Лусон, Самар, Лейте и Минданао, где обитает в густых высокоствольных тропических лесах. Из-за разрушения жизненного пространства популяция сегодня сократилась до 200–400 особей. Вид, по оценкам специалистов, находится под критической угрозой исчезновения.

## Питание
Основная пища обезьяноеда изменяется от острова к острову в зависимости от наличествующих там животных, особенно на Лусоне и Минданао, поскольку эти острова находятся в разных фаунистических областях. Например, на Минданао основной добычей служит филиппинский шерстокрыл, а на Лусоне он не водится. Филиппинский орёл предпочитает охотиться на шерстокрылов и малайских пальмовых цивет, но порой довольствуется мелкими млекопитающими (пальмовые белки и летучие мыши), птицами-носорогами, пресмыкающимися (змеями и варанами); случается, нападает даже на других хищных птиц, в частности на сов. Иногда орлы парами охотятся на обезьян. Одна птица садится на ветке рядом со стаей обезьян, отвлекая их, а другая в это время незамеченной подлетает к добыче и хватает её.

## Размножение
Филиппинские обезьяноеды живут моногамно и остаются всю жизнь со своим партнёром. Самки строят гнёзда на высоте 30 м, предпочтительно на деревьях семейства диптерокарповых. Впервые такое гнездо было найдено в 1963 году. В кладке бывает всего одно крупное яйцо; вылупившегося птенца родители опекают на протяжении 20 месяцев. 
Продолжительность жизни филиппинской гарпии достигает 60 лет.

## Классификация
Филиппинский обезьяноед был открыт в 1896 году британским исследователем Джоном Уайтхедом и назван в честь его отца Джеффери Pithecophaga jefferyi. Первая часть научного названия в переводе с греческого означает «обезьяноед».
Его выделяют в отдельный род, который в зависимости от источника определяют то в подсемейство змееядов, то в подсемейство канюков. Учёные Мичиганского университета исследовали ДНК филиппинского обезьяноеда, выделенную из образцов его крови. Её сравнили с ДНК южноамериканской гарпии (Harpia harpyja), гвианской гарпии и новогвинейской гарпии. Эти три вида родственны между собой, но, как оказалось, не являются близкими родственниками филиппинского обезьяноеда. Схожесть в размерах, местообитаниях и поведении является следствием конвергентной эволюции. В данное время считается, что ближайшие родственники филиппинского обезьяноеда — это более мелкие змееяды.

## Филиппинская гарпия в культуре и искусстве
Филиппинская гарпия была выбрана символом Игр Юго-Восточной Азии (SEA Games) 2005 года.